# Mozilla Firefox 1.5
Mozilla Firefox 1.5, successore di Mozilla Firefox 1, è stato pubblicato il 29 novembre 2005 ed è stato mantenuto da Mozilla con aggiornamenti di sicurezza fino a maggio 2007. Ultima versione installabile su Windows 95.

## Storia
Il lancio della release 1.1 come versione a sé stante venne annullato, trasformandolo in semplice "bug fix". La versione successiva alla 1.0 sarà la 1.5, che incorpora maggiori novità di quelle che erano state pianificate inizialmente.
Questo salto è dovuto al fatto che il numero 1.1 avrebbe suggerito agli utenti il significato di release minore, anziché l'evoluzione della versione precedente ricca di novità quale è.
Le novità intrinseche della versione 1.5 vengono di seguito schematizzate:
- Nuova versione 1.8 (evoluzione dell'1.7) del motore di rendering Gecko
- Rinnovato sistema per l'aggiornamento del software e la gestione delle estensioni
- Menu Opzioni profondamente rivisitato
- Supporto allo standard grafico vettoriale SVG
- Suite di strumenti per la creazione di interfacce e applicazioni client basate su Firefox.

## Versioni

### Versione bugfix
- Mozilla Firefox (1.1.0.0) - 23 giugno 2005

### Versioni finali
Dall'uscita della versione finale, sono state pubblicate le seguenti versioni stabili:
- Mozilla Firefox (1.5.0.0) - 29 novembre 2005
- Mozilla Firefox (1.5.0.1) - 2 febbraio 2006
- Mozilla Firefox (1.5.0.2) - 13 aprile 2006
- Mozilla Firefox (1.5.0.3) - 2 maggio 2006
- Mozilla Firefox (1.5.0.4) - 1º giugno 2006
- Mozilla Firefox (1.5.0.5) - 27 luglio 2006
- Mozilla Firefox (1.5.0.6) - 3 agosto 2006
- Mozilla Firefox (1.5.0.7) - 15 settembre 2006
- Mozilla Firefox (1.5.0.8) - 7 novembre 2006
- Mozilla Firefox (1.5.0.9) - 19 dicembre 2006
- Mozilla Firefox (1.5.0.10) - 23 febbraio 2007
- Mozilla Firefox (1.5.0.11) - 20 marzo 2007
- Mozilla Firefox (1.5.0.12) - 30 maggio 2007

Dopo il rilascio della versione 1.5.0.12 Mozilla ha annunciato che non verranno rilasciati ulteriori aggiornamenti per Firefox 1.5.